# Louis Rees-Zammit
Louis Rees-Zammit (* 2. Februar 2001 in Penath) ist ein walisischer American-Football-Spieler der Jacksonville Jaguars auf der Position des Wide Receivers und ehemaliger Rugby-Union-Spieler. Er spielte auf der Position des Außendreiviertels für den englischen Verein Gloucester Rugby und die walisische Nationalmannschaft. Zu seinen Erfolgen gehört ein Turniersieg beim Six Nations mit Wales. Im Jahr 2024 entschied Rees-Zammit sich, zukünftig eine Karriere im American Football in der National Football League (NFL) anzustreben.

## Rugby-Karriere

### Biografie und Vereinskarriere
Rees-Zammit ist großväterlicherseits maltesischer Herkunft. Er absolvierte die Cathedral School in Llandaff und später das Hartpury College. Das Rugbyspielen erlernte er bei den Junioren der Cardiff Blues, während seiner Zeit in Hartpury trat er für die schuleigene Mannschaft an. 2017 wurde er in die Juniorenakademie des englischen Vereins Gloucester Rugby aufgenommen. Er galt als äußerst talentiert und gab sein Profidebüt für Gloucester in der englischen Premiership im Alter von nur 18 Jahren und zwei Monaten, am 13. April 2019 als Einwechselspieler gegen Bath Rugby. Bereits in der Saison 2019/20 schaffte er den Durchbruch. Am 28. Dezember 2019 schaffte er gegen die Northampton Saints einen Hattrick; er war somit der erste 18-Jährige überhaupt, dem dies in einer Premiership-Partie gelang. Im Januar 2020 unterschrieb er einen langfristigen Vertrag bei Gloucester.

### Nationalmannschaft
2019 spielte Rees-Zammit fünfmal für die walisische U18-Auswahl. Aufgrund seiner herausragenden Leistungen in der Premiership nominierte ihn Nationaltrainer Wayne Pivac für das Six Nations 2020; allerdings kam er im Verlaufe des Turniers noch zu keinem Einsatz. Das erste Test Match für die walisische Nationalmannschaft bestritt er schließlich am 24. Oktober 2020 auswärts gegen Frankreich. Vier Wochen später erzielte er gegen Georgien den ersten Versuch auf internationaler Ebene.
Beim Six Nations 2021 etablierte sich Rees bereits als Stammspieler und bestritt alle fünf Partien. Er erzielte vier Versuche und hatte somit wesentlichen Anteil daran, dass die Waliser das Turnier für sich entschieden. Im Spiel gegen Schottland am 13. Februar war er zweimal erfolgreich, worauf er erstmals zum „Man of the Match“ gekürt wurde. Bei der abschließenden 30:32-Niederlage gegen Frankreich erklärte Videoschiedsrichter Wayne Barnes einen von Rees-Zammit gelegten Versuch als ungültig, da der Ball nicht den Boden, sondern den Eckpfosten berührt hatte; dadurch blieb den Walisern der mögliche Grand Slam verwehrt. Ebenfalls 2021 nahm Rees-Zammit an der Südafrika-Tour der British and Irish Lions teil, als jüngster Spieler seit 1959. Er spielte drei Mal gegen südafrikanische Franchises, in den Test Matches gegen die Springboks gehörte er jedoch nicht zum Aufgebot.

## NFL-Karriere
Im Januar 2024 gab Rees-Zammit bekannt, seine Rugby-Karriere mit sofortiger Wirkung aufzugeben, um sich dem International Player Pathway Program der National Football League (NFL) anzuschließen und zukünftig als American-Football-Spieler aktiv zu sein. Im März 2024 unterschrieb er einen Vertrag bei den Kansas City Chiefs. Rees-Zammit wurde Ende August vor Saisonbeginn im Rahmen der Kaderverkleinerung auf 53 Spieler entlassen und schloss sich daraufhin dem Practice Squad der Jacksonville Jaguars an. Am 17. Februar 2025 statteten ihn die Jaguars mit einem  Reserve/Future-Vertrag aus. Sein Status als Spieler des aktiven Kaders wurde im April in den geschützten Status eines IPP-Spielers umgewandelt.

## Erfolge
Wales:
- Turniersieger Six Nations: 2021
- Triple Crown: 2021